# Gràcia (distrito)

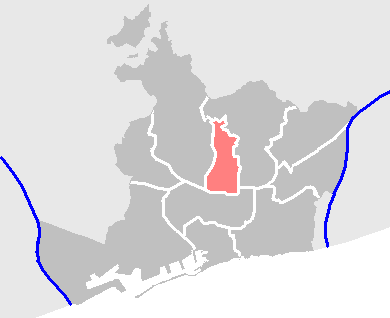
Localização do Distrito de Gràcia em Barcelona.

O Distrito de Gràcia é um dos dez distritos em que se divide administrativamente a cidade de Barcelona. É o sexto distrito da cidade e compreende o território da antiga Vila de Gràcia, povoado independiente que foi anexada a Barcelona em 1897. É o menor distrito de Barcelona, com uma extensão de 4,19 km², mas o segundo com maior densidade demografica (28.660 habitantes por kilometo quadrado), com uma população de 120.087 habitantes segundo dados do Instituto Nacional de Estatística da Espanha de 1 de janeiro de 2005.
O Distrito de Gràcia aglutina aos bairros de Camp d'en Grassot i Gràcia Nova, El Coll, Vila de Gràcia, La Salut e Vallcarca i els Penitents. Ele limita-se com os distritos de Eixample ao sul, Sarrià-Sant Gervasi ao oeste, e Horta-Guinardó ao leste.
Seu maior atrativo cultural e turístico é sem dúvida o Parque Güell, a admirada obra de Antoni Gaudí. A animada vida das ruelas de Gràcia, cheia de bares, restaurantes e comércios fazem deste distrito um dos lugares mais atrativos da cidade. Gràcia conserva o caráter próprio de um município independente mesmo fazendo parte de Barcelona há mais de cem anos.

## Lugares de interesse
- Parque Güell
- Praça Rius i Taulet
- Praça del Diamant
- Praça del Sol
- Calle Gran de Gràcia.
- Travessera de Gràcia.

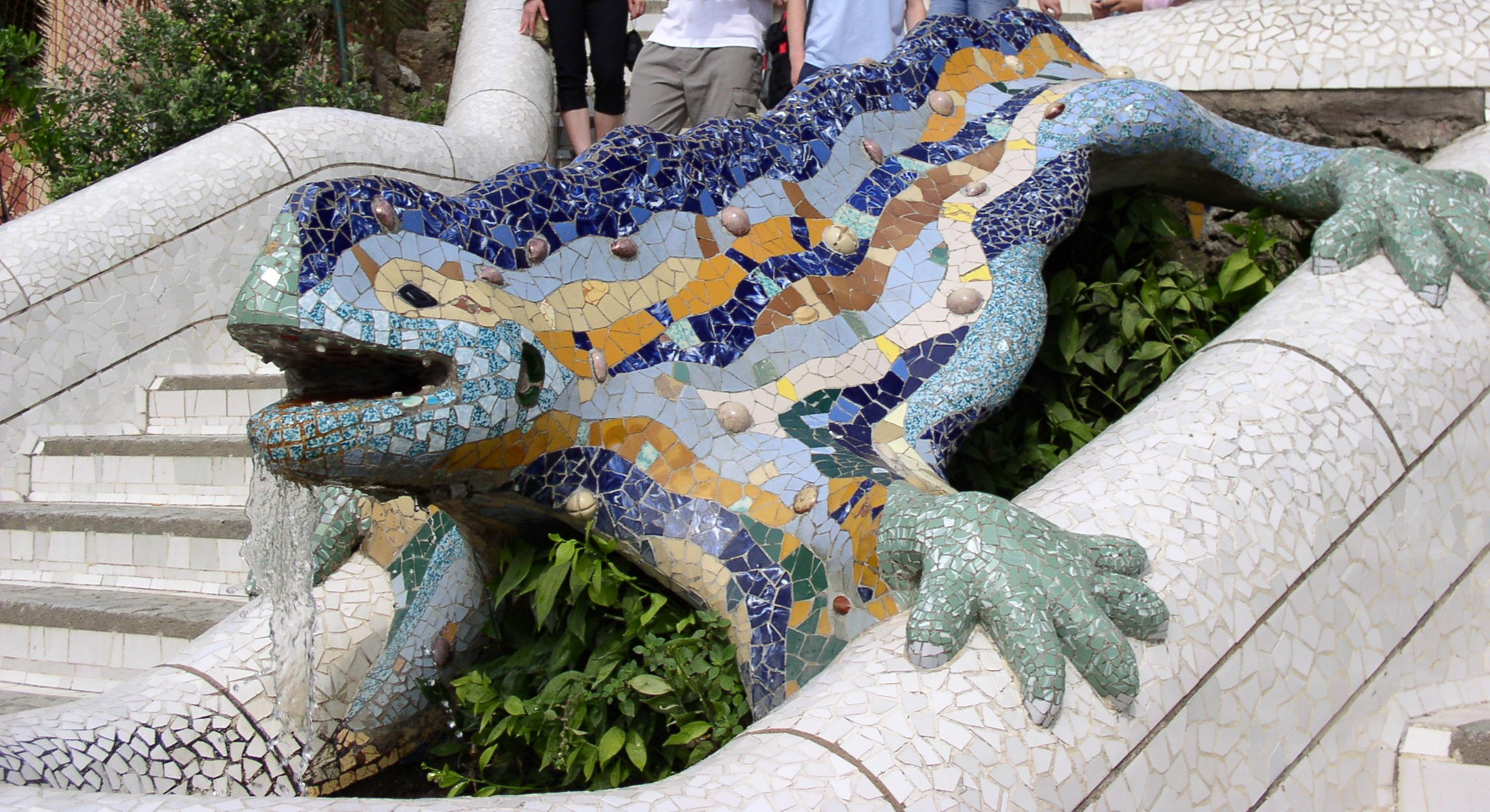
Detalhe do Parque Güell.

- Lluïsos de Gràcia, um clube histórico fundado em 1855.
- Biblioteca Jaume Fuster